# Viktor Mitrou
Viktor Mitrou (* 24. Juni 1973 in Vlora) ist ein ehemaliger griechischer Gewichtheber.

## Karriere
Der in Albanien geborene Mitrou erreichte bei den Weltmeisterschaften 1993 den siebten Platz in der Klasse bis 76 kg. Bei den Europameisterschaften 1994 wurde er Vierter im Zweikampf und gewann Silber im Stoßen. 1995 war er bei den Europameisterschaften Neunter. Bei den Europameisterschaften 1996 gewann er Gold im Stoßen sowie Bronze im Zweikampf und im Reißen. Im selben Jahr nahm er an den Olympischen Spielen in Atlanta teil, bei denen er Vierter wurde. Dabei hatte mit 357,5 kg das gleiche Ergebnis wie der Bronzemedaillengewinner Jon Chol-ho, allerdings war Mitrou 200 Gramm schwerer.
1998 erreichte er bei den Weltmeisterschaften den vierten Platz im Zweikampf und gewann Bronze im Stoßen in der Klasse bis 77 kg. Bei den Weltmeisterschaften 1999 wurde er Vize-Weltmeister. 2000 gewann er bei den Olympischen Spielen in Sydney die Silbermedaille, wobei der Olympiasieger Zhan Xugang wie Mitrou 367,5 kg hob, aber 280 Gramm leichter war. 2004 war er bei den Europameisterschaften Sechster. Im selben Jahr nahm er in Athen an seinen dritten Olympischen Spielen teil, bei denen er Vierter wurde. Wieder hatte er das gleiche Ergebnis wie der Dritte Reyhan Arabacıoğlu, diesmal war er 70 Gramm schwerer. 2007 belegte er bei den Weltmeisterschaften den zwölften Platz in der Klasse bis 85 kg. Bei einer Trainingskontrolle wurde Mitrou 2008 wie auch zehn weitere Mitglieder der griechischen Nationalmannschaft positiv getestet und anschließend für zwei Jahre gesperrt.